# Hendrik Laloo
Hendrik (Rik) Laloo (Brugge, 15 september 1894 - 26 april 1973) was een Belgisch beeldhouwer, toneelspeler en voordrachtkunstenaar.

## Levensloop
Hij was een jongere broer van de beeldhouwer Karel Laloo. Hij trouwde met Jeanne Rossenu (1896-1988) en ze kregen twee kinderen. Aan de Academie voor Schone Kunsten Brugge was hij leerling bij Gustaaf Pickery, Flori Van Acker en Florimond Aerts.

## Beeldhouwer
Als beeldhouwer werkte hij vooral in klei, vervolgens ook in hout. Vanaf 1933 werden heel wat beelden in koper gegoten. Hij legde zich toe op religieuze onderwerpen (kruisbeelden, madonna's, de drie koningen) en op lokale thema's (de kantwerkster, de visleurster, het Brugs beertje).
Hij maakte ook decoratief snijwerk voor de meubelnijverheid.
De Brugse sfeer en mentaliteit was duidelijk aanwezig in zijn werk. Dit was vooral het geval in beeldjes met als onderwerp: begijnen, priesterfiguren, advocaten, kantwerksters, Tijl en Nele. Sommige werken leenden zich tot vermenigvuldiging en werden in koper gegoten of in hout vermenigvuldigd.

## Toneel en declamatie
Vanaf zijn negende speelde hij toneel en hij kwam hierin tot volle ontplooiing tijdens de Eerste Wereldoorlog, waar hij optrad in het Fronttoneel onder de regie van Jan Oscar De Gruyter. Na de oorlog trad hij regelmatig op in het Brugse liefhebberstoneel: Kunst na Arbeid, Opbouwen en de Aloude Hoofdcamere van den Heiligen Geest. Hij zong zelfs in operettes zoals Hoger Op, De klokken van Corneville en Drie Meisjeshuis. In de voor- en naoorlogse opvoeringen van het Heilig Bloedspel speelde hij de rol van de stadswachter en over Brugge weerklonk zijn stentorstem: Nood over de stad … Hij was ook regisseur van talrijke toneelstukken en was daarbij ook nog bedrijvig als grimeur van zijn acteurs.
Laloo was actief als declamator op feesten, congressen en vergaderingen. Hij trad hierbij vaak op met Staf Bruggen, Juliaan Platteau en Antoon Vander Plaetse.